# Conophyma kusnetzovi
Conophyma kusnetzovi är en insektsart som beskrevs av Umnov 1931. Conophyma kusnetzovi ingår i släktet Conophyma och familjen Dericorythidae. Inga underarter finns listade i Catalogue of Life.